# Hospital das Clínicas da Universidade Estadual de Campinas
L'Hospital das Clínicas da Universidade Estadual de Campinas (Hospital de Clíniques de la Universitat Estatal de Campinas) és un hospital universitari («Hospital das Clínicas»), ubicat a la ciutat de Campinas, estat de São Paulo, Brasil. Va ser inaugurat el 1985. És l'hospital públic més gran de la regió i serveix a una població de prop de 3,5 milions de persones. Es tracta d'un hospital de tercer nivell, amb totes les especialitats mèdiques i serveis medicoquirúrgics representats. Disposa d'un total de més de 600 llits.